# Constantin Leonardescu
Constantin Leonardescu (n. 3 decembrie 1846, Craiova, Țara Românească – d. 20 august 1907, Slănic-Moldova, Bacău, România) a fost filosof și profesor universitar român.
A absolvit Facultatea de Filosofie din București (1868) și Facultatea de Drept din Paris (1872). 
A fost profesor universitar la Universitatea din Iași, succedându-i lui Titu Maiorescu. A colaborat la: Convorbiri literare și Revista contimporană. A fost membru al societății Junimea.

## Opera
- Filosofia față cu progresul științelor pozitive (1876);
- Introducțiune la metafizică (1884);
- Istoria și evoluția filozofiei (1892);
- Studiu sociologic (1900)